# کژنوک هاوایی
کژنوک هاوایی (نام علمی: Drepanis pacifica) نام یک گونه منقرض‌شده از سرده کژنوک است.